# Rathaus (Passau)

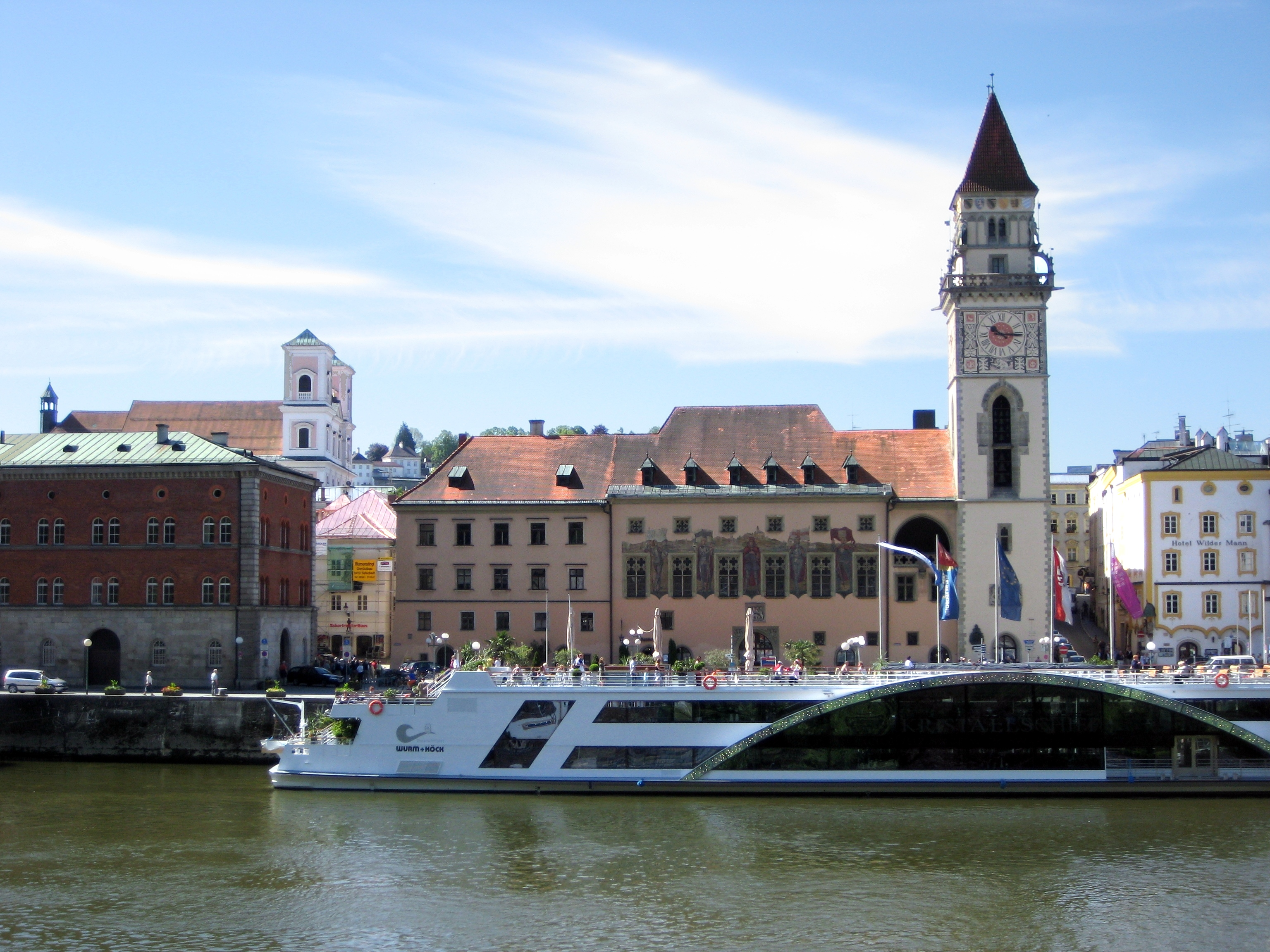
Blick von der gegenüberliegenden Donauseite auf das Alte Rathaus sowie das Alte Hauptzollamt (links im Bild)

Das Rathaus steht in der Altstadt von Passau am Rathausplatz, nahe dem Donauufer. Der Passauer Rathauskomplex besteht aus drei Gebäuden am Rathausplatz: Dem Alten Rathaus, dem Neuen Rathaus und dem Rathaus Altes Hauptzollamt.

## Altes Rathaus

### Geschichte
Die Randlage des Rathauses erstaunt etwas, passt aber zur geschichtlichen Rolle der Stadt im Verhältnis zu den Fürstbischöfen. In Passau gaben eben nicht die Bürger den Ton an, sondern der Klerus, und sämtliche bürgerlichen Emanzipationsversuche, die auch bewaffnete Auseinandersetzungen beinhalteten, scheiterten. Auch die erstrebte Reichsfreiheit konnten die Bürger nie erreichen, vielmehr stand die bürgerliche Selbstverwaltung immer unter dem Joch der Fürstbischöfe.
Die Anfänge des Alten Rathauses gehen bis auf das Jahr 1298 zurück, als sich die Bürger das Rathaus in einem Aufstand gegen den Fürstbischof erkämpften. Der im venezianischen Stil erbaute Saalbau stammt aus dem Jahr 1405. Die ursprünglichen Fassadenfresken aus dem Jahr 1446 von Ruprecht Fueterer und Rueland Frueauf dem Älteren wurden 1922 von Joseph Hengge aus Kempten (Allgäu) durch moderne Wandbilder ersetzt, die den Kaiser Ludwig den Bayern und vier Fahnenträger von Kursachsen, Kurtrier, Kurköln und dem Herzogtum Bayern zeigen. Im Innenhof befindet sich der Liendlbrunnen von 1555, der sich früher auf dem Residenzplatz befand. Der heutige Rathauskomplex wurde im Lauf der Zeit aus acht Gebäuden zusammengefügt. Im Süden wird das Rathaus durch das ehemalige Kuenburg-Palais (nach dem Domkapitular Franz Ferdinand Graf von Kuenburg, späterer Bischof von Laibach) bzw. spätere fürstbischöfliche Dikasterialgebäude abgeschlossen, das 1680–82 von Bartholomäus Opstal erbaut wurde und im Inneren Stuckdecken von Paolo d’Allio besitzt. 1806 kam es im Tausch gegen das Tanzhaus am Fischmarkt an die Stadt.
Der Platz und die Platzwirkung der Nordfassade sind relativ neu, denn bis 1819 standen hier die städtische Kochhütte und das Haus am Fischmarkt beim oberen Tor, und statt freiem Blick auf die Donau schaute man auf die Stadtmauer, und der Platz selber wurde Fischmarkt genannt. Das alles wurde erst Anfang des 19. Jh. abgebrochen, und seitdem gibt es erst den Rathausplatz als nach Norden offenen Freiraum.
Wesentliche Änderungen gab es im 19. Jh.; der symbolisch bedeutende Streitturm war baufällig und musste 1811–1813 in zwei Etappen abgerissen werden, erst nur bis zur Dachhöhe, dann zur Gänze. Zwei weitere Brände 1870 und 1886 beschädigten etliche Dächer. Eine umfassende Wiederherstellung des Rathauses erfolgte 1888–1894, eine größere Umbaumaßnahme erfolgte 1899–1900. Weite Teile der Inneneinrichtung und Ausstattung der Säle stammen daher aus dem 19. Jh. und sind stilistisch entsprechend historistisch. 1969 ersetzte man die Originaldecken in den beiden Obergeschossen durch Stahlbetondecken. Die letzte größere Renovierung fand 1977–1988 statt.

### Rathausturm

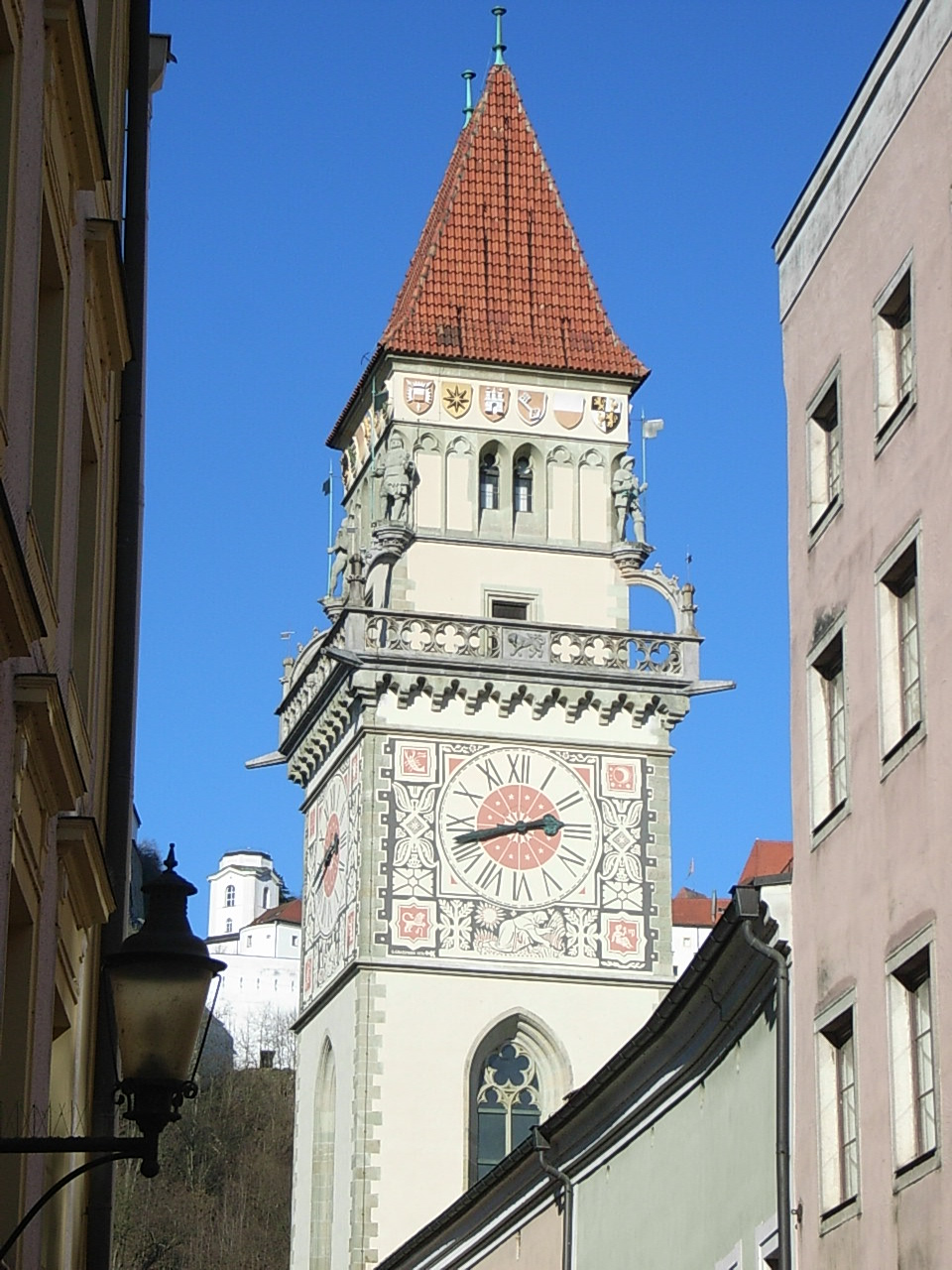
Rathausturm

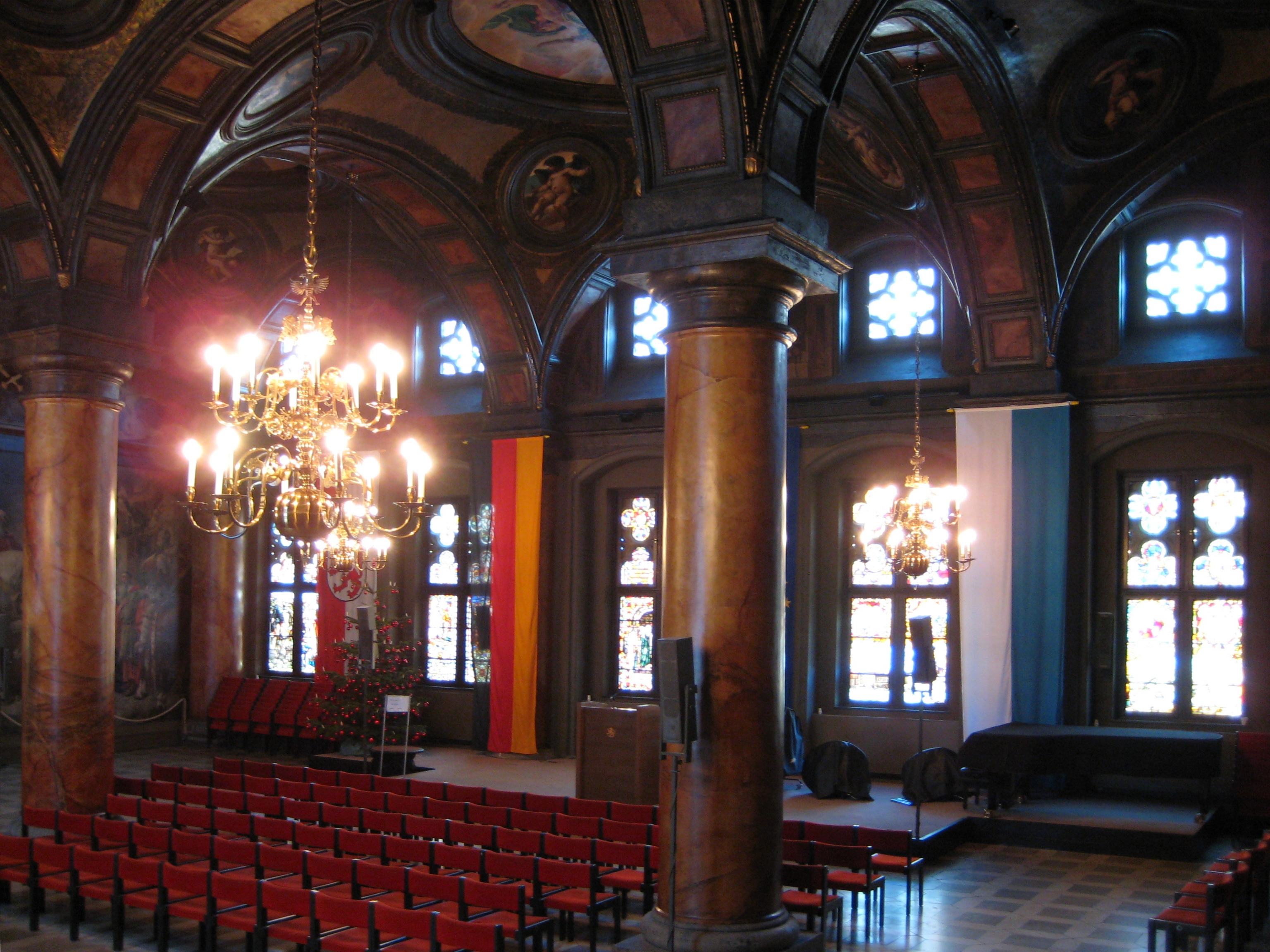
Großer Rathaussaal

Der 38 Meter hohe Turm wurde von 1889 bis 1892 von Heinrich Freiherr von Schmidt als Ersatz für den 1811 abgerissenen Vorgängerturm hinzugefügt. Der neue Turm, bis auf die Eckquaderung verputzt, ergänzte die Fassade wieder als vertikale Dominante, er steht aber nicht auf den Fundamenten des ehemaligen Streitturms, der weiter westlich gestanden hatte. Die neugotischen Schmuckelemente des neuen Turmes sind Arbeiten des Bildhauers Jakob Walter und Josef Kagleder (z. B. das Wappen des Königreichs Bayern am Turm). Oben wird der Turm zunächst durch eine auf Konsolen vorkragende Balustrade abgeschlossen. An den Ecken leiten vier Schwibbögen zum zweistöckigen Aufsatz über. Der Turmaufsatz geringerer Kantenlänge wird durch je sechs schlanke Spitzbogenblenden pro Seite verziert. Die Ecken sind zur Nische gekehlt, und davor stehen vier in Zinkguss hergestellte Wächterfiguren, symbolisch Bischof, Ritter, Bürger und Bauer darstellend. Ursprünglich besaß der Turm einen Dachreiter, der 1938 wegen Baufälligkeit abgetragen wurde.
Nach zwei verheerenden Hochwassern Ende des 19. Jahrhunderts wurden am Rathausturm erste Hochwassermarken angebracht, die durch weitere im Stadtgebiet erhaltene historische Hochwassermarken von vor 1890 – teils fehlerhaft – ergänzt wurden. Die fehlerhaften Marken werden bei Bedarf in größeren zeitlichen Abständen korrigiert.
Im Jahr 1991 wurde im Turm ein automatisches Glockenspiel mit 23 Glocken installiert, das seit 2007 auch als Carillon gespielt werden kann.
Oben am Rathausturm sind unter dem Dachansatz auf jeder Seite sechs Wappenschilde angebracht, also insgesamt 24 Stück. Die Wappenreihe der Ostseite zeigt von optisch links nach rechts die folgenden Wappen: Fürstentum Lippe (in Silber eine rote, golden bebutzte Rose), Schwarzburg (unrichtige Selektion, nicht das korrekte schwarzburgische Löwen-Stammwappen, sondern nur der Herzschild des komplexen Wappens, in Gold ein golden nimbierter, schwarzer Doppeladler mit einer kaiserlichen Krone über den Köpfen, golden bewehrt, in der rechten Klaue das goldene Reichszepter, in der linken den Reichsapfel, die Brust belegt mit einem Schildchen, das in Gold einen roten, hermelingestulpten Herzogshut zeigt, das ist ein kaiserliches Gnadenzeichen, nicht das eigentliche Schwarzburg-Wappen, Fehler), Herzogtum Sachsen (von Schwarz und Gold neunmal geteilt, darüber ein grüner schrägrechter Rautenkranz), Herzogtum Anhalt (gespalten, rechts Mark Brandenburg, in Silber ein an die Spaltlinie gestellter halber roter, golden bewehrter Adler, links Sachsen, von Schwarz und Gold neunmal geteilt, darüber ein grüner schrägrechter Rautenkranz), Landgrafschaft Elsaß (in Rot ein goldener Schrägbalken, begleitet oben und unten von drei 1:2 bzw. 2:1 gestellten und nach der Figur gelegten goldenen Kronen) und Herzogtum Lothringen (in Gold ein roter Schrägbalken, nach der Figur belegt mit drei silbernen Alerions).
Die Wappenreihe der Südseite zeigt von optisch links nach rechts die Wappen des Fürstentums Schaumburg-Lippe (in Rot ein silbernes Nesselblatt, an den drei Ecken zu einem Nagel ausgezogen, mit einem silbern-rot geteilten Schildchen belegt), des Fürstentums Waldeck-Pyrmont (in Gold ein achtstrahliger schwarzer Stern), der Freien und Hansestadt Hamburg (in Rot eine silberne Burg mit drei Türmen, der mittlere Turm mit einem Kreuz auf der Spitze, über den beiden Seitentürmen je ein silberner Stern), der Freien Hansestadt Bremen (in Rot ein schräg aufgerichteter, mit dem Bart nach links oben gewendeter silberner Schlüssel gotischer Form; mit Vierpaßreite, sogenannter Bremer Schlüssel), der Freien und Hansestadt Lübeck (silbern-rot geteilt) und des Fürstentums Reuß (geviert, Feld 1 und 4: in Schwarz ein goldener, hier gekrönter Löwe, Reuß von Plauen, Feld 2 und 3: in Silber ein goldener, schreitender Kranich, Herrschaft Kranichfeld).
An der Nordseite sind es die Wappen des Herzogtums Sachsen, des Großherzogtums Hessen, des Herzogtums Sachsen, von Baden, Württemberg und Bayern. An der Westseite sehen wir die Wappenschilde von Preußen, erneut Sachsen, Mecklenburg, Oldenburg (unrichtige Selektion, denn es ist nicht das eigentliche oldenburgische Wappen mit den zwei Balken, sondern das Motiv der eingepfropften Spitze aus dem vermehrten Wappen, in Blau ein goldener Löwe, steht für die Erbherrschaft Jever, ein Fehler – es ginge übrigens als das korrekte Schwarzburg-Wappen durch, wenn die Position nicht schon vergeben wäre), Braunschweig-Lüneburg (gespalten aus Braunschweig und Lüneburg) und noch einmal Sachsen.
Diese Wappenreihe bezieht sich auf die Gründung des zweiten Deutschen Kaiserreiches 1871. Vorangegangen war als Vorläuferorganisation der Norddeutsche Bund, und dessen Mitgliedstaaten waren die folgenden Länder bzw. Stadtstaaten: Königreich Preußen, Königreich Sachsen, Großherzogtum Hessen, Großherzogtum Mecklenburg-Schwerin, Großherzogtum Sachsen-Weimar-Eisenach, Großherzogtum Mecklenburg-Strelitz, Großherzogtum Oldenburg, Herzogtum Braunschweig-Lüneburg, Herzogtum Sachsen-Meiningen und Hildburghausen, Herzogtum Sachsen-Altenburg, Herzogtum Sachsen-Coburg und Gotha, Herzogtum Anhalt, Fürstentum Schwarzburg-Rudolstadt, Fürstentum Schwarzburg-Sondershausen, Fürstentum Waldeck-Pyrmont, Fürstentum Reuß ältere Linie, Fürstentum Reuß jüngere Linie, Fürstentum Schaumburg-Lippe, Fürstentum Lippe, Freie und Hansestadt Lübeck, Freie Hansestadt Bremen, Freie und Hansestadt Hamburg.
Diese Liste erklärt auch das fünfmalige Vorkommen von Sachsen, ein Königreich, ein Großherzogtum und drei selbständige Herzogtümer. Bei Mecklenburg, Schwarzburg und Reuß wurde nur jeweils ein Wappen dargestellt, obwohl es jeweils zwei Länder waren, weil es nur 24 Plätze gibt. Es sind zwei Wappen dabei, die nicht wie alle anderen das korrekte Stammwappen abbilden, sondern ein mittiges Feld aus dem komplexen vermehrten Wappen, das sind Schwarzburg und Oldenburg, beide sind ein Missgriff und nicht korrekt. Für die Gründung des Deutschen Reiches 1871 konnte man noch zusätzlich die drei südlichen Länder gewinnen, das Königreich Bayern, das Königreich Württemberg und das Großherzogtum Baden, die noch während des Deutsch-Französischen Krieges von 1870–1871 beitraten. Und dazu kamen noch die eroberten Territorien Elsaß und Lothringen hinzu, die dem Deutschen Reich angegliedert wurden, nicht als eigenständige Länder, sondern als Reichsland direkt dem Kaiser unterstellt. Somit bildet diese Wappenreihe die konstituierenden Länder und Territorien ab, die zusammen 1871 das zweite Deutsche Kaiserreich unter Führung Preußens bildeten.

### Rathaussäle
Die Rathaussäle sind über eine gotische Treppe aus dem Jahr 1446 erreichbar. Die Säle wurden nach dem Stadtbrand von Carlo Lurago und Giovanni Battista Carlone gestaltet.
Die Kolossalgemälde im Großen Rathaussaal, die den Einzug Kriemhilds in die Stadt Passau und die Hochzeit Kaiser Leopolds I. 1676 zeigen, sowie die restliche Ausmalung der beiden Säle wurden vom Historienmaler Ferdinand Wagner von 1887 bis 1893 geschaffen.
Der Große Rathaussaal dient vor allem als repräsentativer Rahmen für Veranstaltungen.
Der Kleine Rathaussaal wird vom Standesamt für Trauungen und vom Stadtrat als Sitzungszimmer verwendet.

## Neues Rathaus und Altes Hauptzollamt

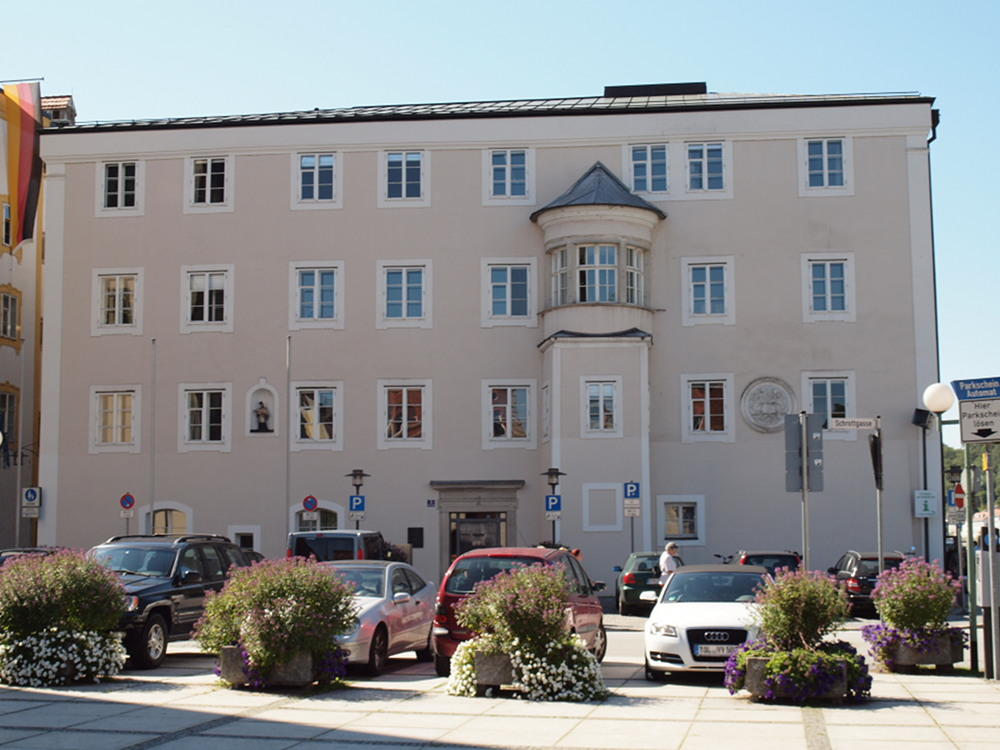
Fassade des Neuen Rathauses

Das Alte Rathaus wird am Rathausplatz im Westen vom Neuen Rathaus und im Osten vom Alten Hauptzollamt flankiert. In diesen Teilen des Rathauses befinden sich überwiegend Büros der Stadtverwaltung. Das Neue Rathaus war ursprünglich Sitz einer Brauerei. Hiervon zeugt heute noch eine Steinmetzarbeit an der Fassade. Die Räume der Touristinformation finden sich im Alten Rathaus. Das Alte Hauptzollamt wurde zwischen 1848 und 1851 an Stelle des früheren Tanzhauses errichtet, das bereits seit 1806 Sitz des Zollamtes war. Die Stadtverwaltung von Passau erwarb 2007 das Alte Hauptzollamt vom Bund, nachdem das Hauptzollamt Passau 2004 aufgelöst wurde.